# Laccophilus ovatus
Laccophilus ovatus är en skalbaggsart som beskrevs av Sharp 1882. Laccophilus ovatus ingår i släktet Laccophilus och familjen dykare.

## Underarter
Arten delas in i följande underarter:
- L. o. ovatus
- L. o. zapotecus